# NGC 4833
NGC 4833 (другие обозначения — GCL 21, ESO 65-SC4) — шаровое скопление в созвездии Мухи.
Это шаровое скопление бедно тяжёлыми элементами, разные звёздные населения в нём имеют экстремальный химический состав. Его абсолютная звёздная величина составляет −8,17m, а металличность [Fe/H] = −2,02. Между отдельными звёздами скопления наблюдается большое различие в относительном содержании магния, значение [Mg/Fe] варьируется на величину 0,5, а также наблюдается антикорреляция между содержаниями кислорода и натрия в звёздах. В целом, химический состав звёзд указывает на то, что это скопление — одно из немногих, где обогащение тяжёлыми элементами от самых первых звёзд происходило при таких высоких температурах в звёздах, что реакции протонного захвата приводили к формированию элементов вплоть до калия, и, возможно, кальция.
Этот объект входит в число перечисленных в оригинальной редакции «Нового общего каталога».